# Улица Алексея Флёрова
Улица Алексея Флёрова (укр. Вулиця Олексія Фльорова) — улица в Деснянском районе города Чернигова. Пролегает от улицы Оборонцев Чернигова (Александра Молодчего) до улицы Карпенко-Карого (Станиславского), исторически сложившаяся местность (район) Ганжевщина. Улица расположена на линии трассировки проспекта Победы с реконструкцией усадебной застройки под многоэтажную жилую застройку, согласно «Генеральному плану Чернигова».  
Примыкают улицы Андреевская, Хельсинкского союза (Ломоносова), Терентия Кореня.

## История
Юрьевская улица была проложена в 1890-е годы землевладельцем Андреем Ганжой на своей земле, наряду с другим четырьмя (Андреевская, Борисовская, Петровская, Софиевская) и названа именем его внука. Была застроена индивидуальными домами.
В 1960 году Юрьевская улица переименована на улица Подвойского — в честь русского революционера, советского партийного и государственного деятеля, уроженца Черниговщины Николая Ильича Подвойского.
12 февраля 2016 года улица получила современное название — в честь украинского советского педагога и языковеда, уроженца Черниговщины Алексея Павловича Флёрова, согласно Распоряжению городского главы В. А. Атрошенко Черниговского городского совета № 46-р «Про переименование улиц и переулков города» («Про перейменування вулиць та провулків міста»)

## Застройка
Парная и непарная стороны улицы занята усадебной застройкой.

Табличка со старым названием улиц Алексея Флёрова (№ 34/22) и Терентия Кореня (№ 22/34)

Учреждения: нет